# أمال (اسم)
أَمَال هو اسم علم مؤنث من أصل عربي، جاء الاسم على صيغة الجمع (المفرد: أَمَل)، ومعناه هو الرجاء.